# Marie-Rose Léodille Delaunay
Marie-Rose Léodille Delaunay (Mme Belmour-Lepine), född 1827, död 1906, var en haitisk lärare och utbildningspionjär. 
Hon grundade flickskolan l'Institution Mont-Carmel år 1850, som var den första sekulära skolan för högre utbildning för flickor i Haiti. Det var  bara två år sedan den haitiska regeringen för första gången alls introducerade undervisning för flickor i sin officiella policy, även om det sedan grundandet av Pensionnat des Demoiselles 1816 hade funnits några längre privatskolor för flickor och guvernantundervisning där. Hennes skola grundades ungefär samtidigt som en annan skola av Mme Isodore Boisrond. Det var de två första skolorna för äldre flickor på Haiti, men de trots att de gav högre utbildning än vad som tidigare förekommit, gav de i själva verket bara de mest grundläggande baskunskaperna i en västerländsk bildning. Hon grundade 1892 l'Ecole Libre Professionnelle.